# Al Vega
Al Vega (eigentlich: Aram Vagramian, * 22. Juni 1921 in Worcester (Massachusetts); † 2. Dezember 2011 in Boston) war ein US-amerikanischer Jazzpianist und Vibraphonist.

## Leben
Vega, geboren 1921 Worcester, Massachusetts, studierte an der Northeastern University und am New England Conservatory of Music. Im Laufe seiner siebzig Jahre umfassenden Karriere war er in der Jazzszene von Boston aktiv. Er arbeitete ab 1938 als Hauspianist im Jazzclub Hi-Hat und spielte später mit in Boston gastierenden Jazz-Größen wie Charlie Parker, Dizzy Gillespie, Miles Davis, Count Basie, Lester Young und Duke Ellington. 1950 entstanden erste Aufnahmen mit Serge Chaloff (Uptown); 1953 legte er auf Prestige Records das Trioalbum Piano Solos with Bongos vor. Außerdem war Vega als Musikpädagoge aktiv. Zuletzt legte er das Album 80 over 88 vor.

## Tod
Zur Feier seines 90. Geburtstags fand im Sculler's Jazzclub eine Jazzparty statt, bei der u. a. Grace Kelly auftrat. Er starb im Dezember 2011 im Massachusetts General Hospital.